# Mohawk Dutch
Mohawk Dutch – wymarły język kreolski, używany w XVII wieku w Albany w okolicach obecnego Nowego Jorku. Posługiwali się nim holenderscy handlarze, którzy mieli mieszać język niderlandzki z językiem mohawk.